# Боливарианские игры 1973
7-е Боливарианские игры проходили с 17 февраля по 3 марта 1973 года в Панаме (Панама). В соревнованиях приняли участие 1200 спортсмена из 6 стран. Эквадор стал единственной страной, который не посылал свою делегацию из-за «внутренних проблем». Игры были официально открыты панамским президентом Деметрио Басилиом Лакасом. Факел нёс бегун на длинные дистанции Фаустино Лопес, который выиграл золотую медаль на 5000 метров на Боливарианских играх 1951 года. Клятву произнесла гимнастка Ксения Морено.

## Страны-участницы
- Боливия
- Колумбия
- Панама
- Перу
- Венесуэла

## Виды спорта
- Водные виды спорта:
  -  Прыжки в воду
  -  Плавание
  -  Водное поло
- Лёгкая атлетика
- Бейсбол
- Баскетбол
- Боулинг
- Бокс
- Велоспорт
- Фехтование
- Футбол
- Спортивная гимнастика
- Дзюдо
- Софтбол
- Стрельба
- Волейбол
- Тяжёлая атлетика
- Борьба

## Итоги Игр
| Место | Страна    | Золото | Серебро | Бронза | Всего |
| 1     | Венесуэла | 60     | 63      | 57     | 180   |
| 2     | Колумбия  | 55     | 44      | 42     | 141   |
| 3     | Панама    | 37     | 30      | 45     | 112   |
| 4     | Перу      | 21     | 35      | 32     | 88    |
| 5     | Боливия   | 0      | 4       | 5      | 9     |
| Total | Total     | 173    | 176     | 181    | 530   |